# Ramón Arellano Félix
Ramón Eduardo Arellano Félix, noto anche con lo pseudonimo di Comandante Món (Culiacán, 31 agosto 1964 – Mazatlán, 10 febbraio 2002), è stato un criminale messicano.
Assieme ai suoi fratelli fondò e guidò il Cartello di Tijuana (anche chiamato Organizzazione Arellano-Félix). Fu il leader dell'esecutivo dell'organizzazione fino alla sua uccisione il 10 febbraio del 2002.

## Biografia
Con un'altezza di 188 cm e un peso di 100 kg, Ramon Arellano Félix era presumibilmente uno dei membri più spietati del cartello ed era sospettato di aver compiuto diversi omicidi. Arellano Félix venne collegato alla polizia messicana per il massacro di dodici membri di una famiglia nel 1998 appena fuori da Ensenada. La famiglia era legata a un presunto socio del cartello.
Mentre era nascosto a Los Angeles nel 1995, Arellano Félix fu involontariamente il soggetto di uno scherzo televisivo quando venne avvicinato da Rupert Jee, che stava filmando un segmento per il David Letterman Show fuori dal Chinese Theatre di Hollywood.
Il 18 settembre del 1997, Ramon Arellano Félix divenne il 451° fuggitivo ad essere posizionato nella lista dei 10 Uomini più Ricercati. In seguito alla sua comparizione nell'elenco dei Fuggitivi Più Ricercati negli Stati Uniti, fu condannato ad un atto d'accusa sigillato al Tribunale Distrettuale degli Stati Uniti per il Distretto Meridionale della California, con Cospirazione all'Importazione di Cocaina e Marijuana per il narcotraffico.

### Sanzione Kingpin Act
Il primo giugno del 2000, il Dipartimento del Tesoro degli Stati Uniti d'America sanzionò Ramón secondo il Foreign Narcotics Kingpin Designation Act (in italiano Legge sulla Designazione dei rei del Narcotraffico Estero), a volte semplicemente chiamato Kingpin Act (in italiano Atto Perno), per il suo coinvolgimento nel narcotraffico, assieme ad altri undici crimini internazionali. L'atto impedì a cittadini e compagnie americane di fare affari con Ramón e virtualmente congelò tutti i suoi assets negli Stati Uniti.

### Morte e conseguenze
Il 10 febbraio del 2002, Arellano Félix fu ucciso in una sparatoria in via Bugambilia, a Mazatlán, dove venne fermato a causa di un'infrazione stradale da un poliziotto messicano il quale non sapeva in quel momento chi fosse veramente il narcotrafficante. Arellano Félix estrasse la pistola e sparò all'agente di polizia, che rispose mentre cadeva a terra.
Secondo Jesús Zambada García (alias "El Rey"), "El Chapo" ordinò la sua esecuzione. Il fratello maggiore di Arellano, Benjamín, la mente del cartello, venne arrestato alcune settimane dopo il 9 marzo.
Il 14 agosto del 2006, il minore dei fratelli Arellano, Francisco Javier, venne arrestato dalla Guardia Costiera degli Stati Uniti assieme ad alcuni soci in mare. Si trovavano in acque internazionali a 25 km da Cabo San Lucas. Francisco venne estradato negli Stati Uniti il 16 settembre del 2006.
L'unico dei fratelli Arellano Félix in libertà, Eduardo, venne catturato dall'esercito messicano il 26 ottobre del 2008. All'epoca, il Dipartimento di Stato degli Stati Uniti d'America offriva una ricompensa di $5.000.000 per informazioni che portassero al suo arresto. Secondo un ufficiale messicano, successivamente il controllo del cartello passò a Luis Fernando Sánchez Arellano figlio di Alicia, sorella di Eduardo.
Intorno alle 16:00 del 23 giugno 2014, Sánchez Arellano fu arrestato dai soldati dell'Ejército e dagli agenti federali della Procuraduría General de la República (PGR) in un ristorante Carl's Jr. nel distretto di Mesa de Otay a Tijuana, mentre guardava la partita del campionato mondiale di calcio, disputata tra Messico e Croazia. Sánchez Arellano indossava la divisa della nazionale messicana e aveva i colori della squadra dipinti sulla propria faccia. L'arresto venne effettuato senza alcun colpo di arma da fuoco. Le forze di sicurezza confiscarono anche $100.000 che aveva con sé al momento dell'arresto.

## Nella cultura di massa
Nella serie televisiva El Chapo, prodotta nel 2017 da Netflix e Univision, Rolf Petersen interpreta Ramón Avendaño (un personaggio fittizio che si ispira a Ramón Arellano Félix).
Arellano Félix è rappresentato da Manuel Masalva nel dramma criminale Narcos: Messico.
Un film messicano del 2003, "El fin de los Arellano" ("La fine degli Arellano"), comprende personaggi basati sui fratelli Arellano; tuttavia, la trama praticamente non assomiglia agli eventi reali.
I fratelli Arellano funsero presumibilmente da ispirazione per i due personaggi secondari degli "Obregón brothers"  nel film statunitense del 2000 Traffic.

## Galleria d'immagini

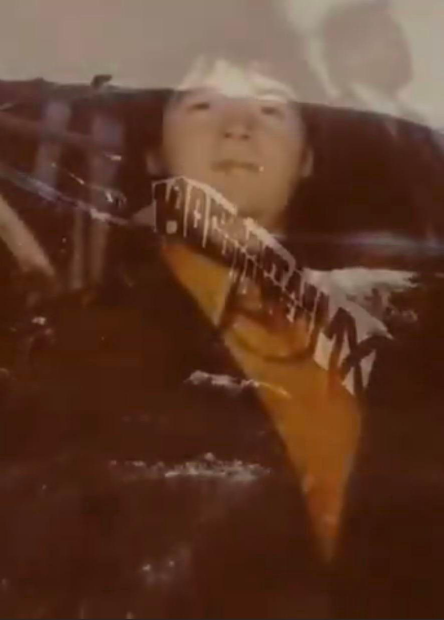
Ramón
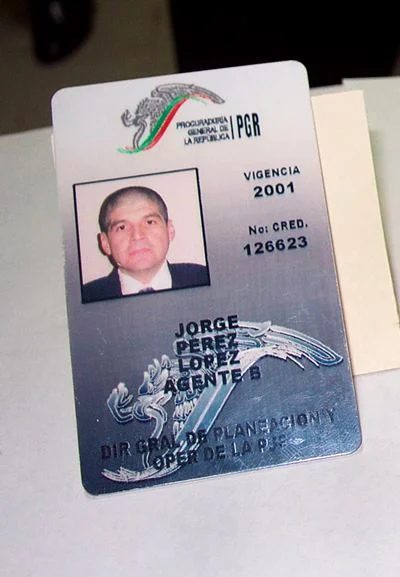
Carta d'identità falsa recuperata dal corpo di Ramón